# 工作艦
工作艦（こうさくかん）とは、旋盤や溶接機、クレーンなどの各種工作機械を装備し、艦船の補修・整備などを行う艦船のこと。事実上、移動工廠となっている艦船である。

## 概要
軍艦が複雑な工業品となっていくに従い、その整備・補修にも各種の工作機械が必要となってきた。そのため、整備・補修を行うにあたっては、整備された造船所・海軍工廠への入渠が必要となってきた。しかし、それらの拠点から遠距離に展開している外洋海軍においては、展開地域近傍に造修施設を持たない場合があり、整備頻度の減少や整備された施設への帰投時間のロスが問題になる。特に、戦時においては、帰投時間のロスは作戦展開上、大きな意味を持ち、より前線・展開地域に近い地域における補修・整備が望まれることとなる。
必要とされる地域に移動し、艦船を整備・補修を行う艦として工作艦が考案された。工作艦は、各種工作機械や必要な物資を搭載し、展開地域に移動する。展開地域に到着後は、港湾や泊地内において停泊し、整備・補修を必要とする艦船を横付けする。そして、搭載器材を用いて、整備・補修を行うこととなる。
工作艦に重視されるものは、その整備・補修能力であり、速力や武装は重視されない。そのために、特設艦船（民間船の徴用・改装）が工作艦に割り当てられることもある。

## 主な工作艦

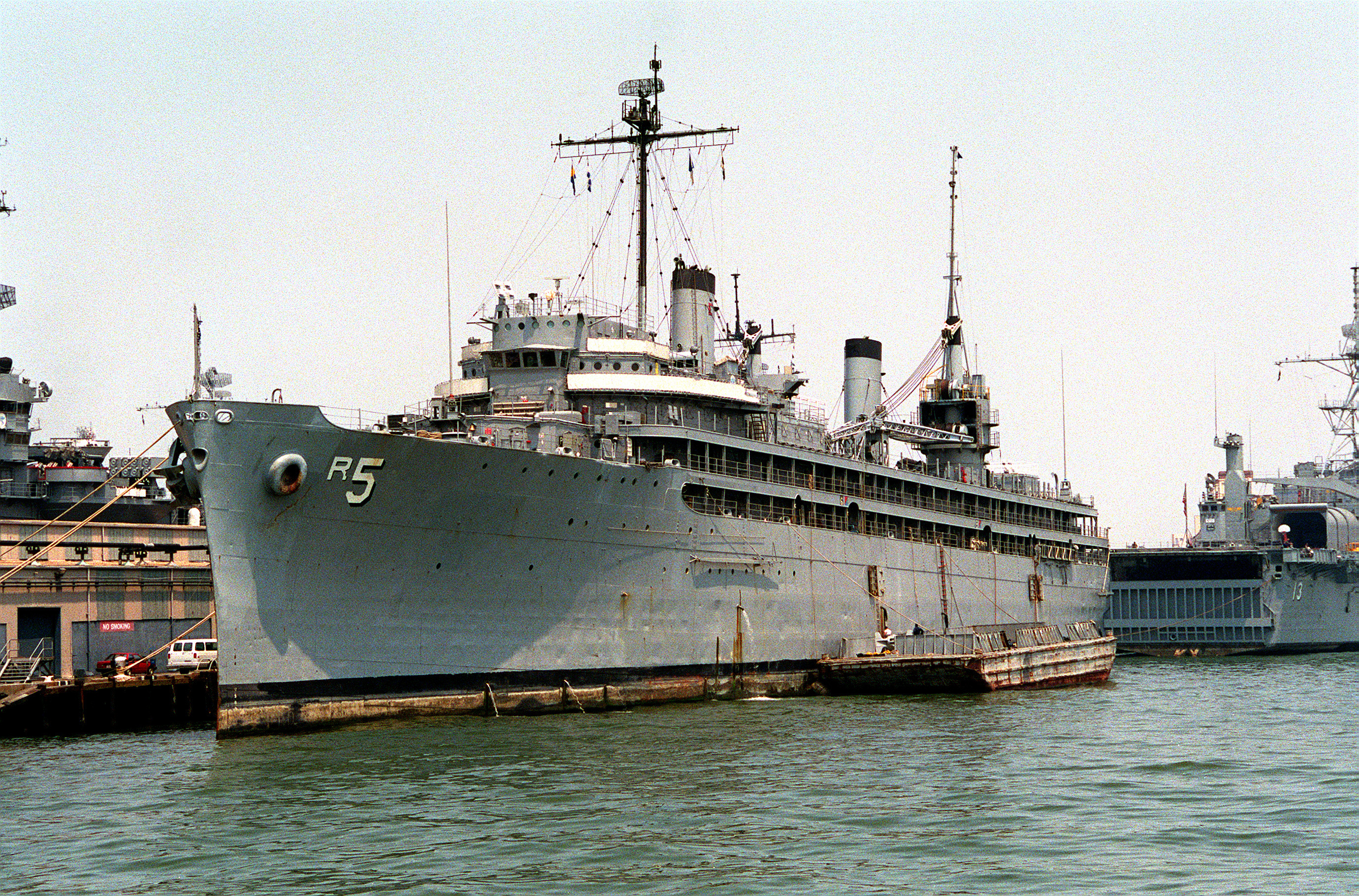
USSヴァルカン(1991)

### アメリカ海軍
- メデューサ(USS Medusa, AR-1)：1924年就役
- ブリッジポート(USS Bridgeport, AR-2)
- プロメテウス(USS Prometheus, AR-3)
- ヴェスタル(USS Vestal, AR-4)
- ヴァルカン(USS Vulcan, AR-5)
- エイジャックス(USS Ajax, AR-6)
- ヘクター(USS Hector, AR-7)
- ジェイソン(USS Jason, AR-8)
- デルタ(USS Delta, AR-9)
- アルコー(USS Alcor, AR-10)
- リゲル(USS Rigel, AR-11)
- ブリアレウス(USS Briareus, AR-12)
- アンフィオン(USS Amphion, AR-13)
- カッドマス(USS Cadmus, AR-14)
- サンサス(USS Xanthus, AR-19)
- ラエアテス(USS Laertes, AR-20)
- ディオニュサス(USS Dionysus, AR-21)

### イギリス海軍
- リソース(HMS Resource、F79)
- アドベンチャー(HMS Adventure)
- アローニア(HMS Alaunia、F15)
- アルバトロス(HMAS Albatross)
- アーティフェクス(HMS Artifex、F28)
- オーソニア(RMS Ausonia)
- ディア・サウンド(HMS Deer Sound、F99)
- ケランタン(HMS Kelantan、F166)
- ランプラ(SS Ranpura)
- サンジョルジョ(HMS San Giorgio)
- ヴィンディクティヴ(HMS Vindictive)
- ウェイランド(HMS Wayland、F137)
- ウェスタンランド(HMS Westernland、F87)
- トライアンフ（HMS Triumph R16、元航空母艦、1965年より重工作艦）

### 日本海軍
- 関東
- 朝日：1937年類別変更。敷島型戦艦の改装。
- 明石：1939年就役
- 山彦丸：特設工作艦
- 山浦丸：特設工作艦
- 白沙：1944年に特設工作艦へ類別変更、1945年に特設運送船へ類別変更。

### フランス海軍
- ジュール・ヴェルヌ（初代）（元潜水母艦、1945年より工作艦）
- ジュール・ヴェルヌ（2代）
- ガロンヌ

### ドイツ海軍
- ワスカラン（元貨客船、1940年より工作艦）
- カメルーン（ドイツ語版）（元貨客船、1940年より工作艦）
- ノイマルク（元貨物船。1939年より仮装巡洋艦。その後、工作艦）